# Estação Snowdon
A Estação Snowdon é uma das estações do Metrô de Montreal, situada em Montreal, entre a Estação Côte-Sainte-Catherine, a Estação Villa-Maria e a Estação Côte-des-Neiges. É uma das estações terminais da Linha Azul e faz parte da Linha Laranja.
Foi inaugurada em 07 de setembro de 1981. Localiza-se na Estrada Queen-Mary. Atende o distrito de Côte-des-Neiges–Notre-Dame-de-Grâce.